# Piergiorgio Camussa
Piergiorgio Camussa (* 25. September 1981 in Novi Ligure) ist ein ehemaliger italienischer Radrennfahrer.

## Leben
Piergiorgio Camussa wurde 2004 jeweils Zweiter bei den beiden Eintagesrennen Caduti di Soprazocco und Paris-Barentin-Yvetot. Im nächsten Jahr gewann er den Giro della Valsesia 2 und fuhr Ende des Jahres bei der Mannschaft Colombia-Selle Italia als Stagiaire. 2006 gewann er eine Etappe des Giro Ciclistico d’Italia. In der Saison 2007 erhielt er seinen ersten regulären Vertrag bei einem internationalen Radsportteam, dem Schweizer Professional Continental Team NGC Medical-OTC Industria Porte. Er konnte allerdings in den nächsten Jahren keine internationalen Rennen mehr gewinnen.

## Erfolge
2005
- Giro della Valsesia 2

2006
- eine Etappe Giro Ciclistico d’Italia

## Teams
- 2005 Colombia-Selle Italia (Stagiaire)
- 2007 OTC Doors-Lauretana
- 2008 NGC Medical-OTC Industria Porte
- 2009 Team Piemonte
- 2010 Vorarlberg-Corratec